# Nate Bowman
Nathaniel „Nate the Snake” Bowman (ur. 19 marca 1943 w Fort Worth, zm. 11 grudnia 1984 w Nowym Jorku) – amerykański koszykarz występujący na pozycji środkowego, mistrz NBA z 1970 roku.

## Osiągnięcia
NCAA
- Uczestnik rozgrywek:
  - NCAA Final Four (1965)
  - Elite Eight turnieju NCAA (1964, 1965)
- Mistrz sezonu zasadniczego konferencji Missouri Valley (MVC – 1964, 1965)
- Zaliczony do I składu All-MVC (1964)

EBA
- Mistrz EBA (1973)

NBA
- Mistrz NBA (1970)[1]